# サイアム・セメント・グループ
サイアム・セメント・グループ（英語: The Siam Cement Group Public Company Ltd.）は、タイ王国最大手かつ最古のセメント製造企業。
タイ王室財産管理局が出資している王室系企業。1913年にワチラーウット（ラーマ6世）により設立された。建設資材、製紙から石油化学まで手広く事業を行っている。2017年度における売上高は4500億バーツにのぼる。このうちセメント・建設資材部門が38パーセントを、化学部門が44パーセントを、包装部門が18パーセントをそれぞれ占めている。
子会社であるインパクトエレクトロサイアム社が北海道釧路市に150万平米の土地を所有しメガソーラー用地として運用している。
SET 50 Indexの採用銘柄である。(2008年2月現在)
ベトナム・Vリーグ2に参戦しているバリア＝ブンタウFCの胸スポンサーとなっている。過去にはベトナム・Vリーグ1のハノイFCやタイ・リーグ1のムアントン・ユナイテッドFCの胸スポンサーを務めていた。